# 食腐動物

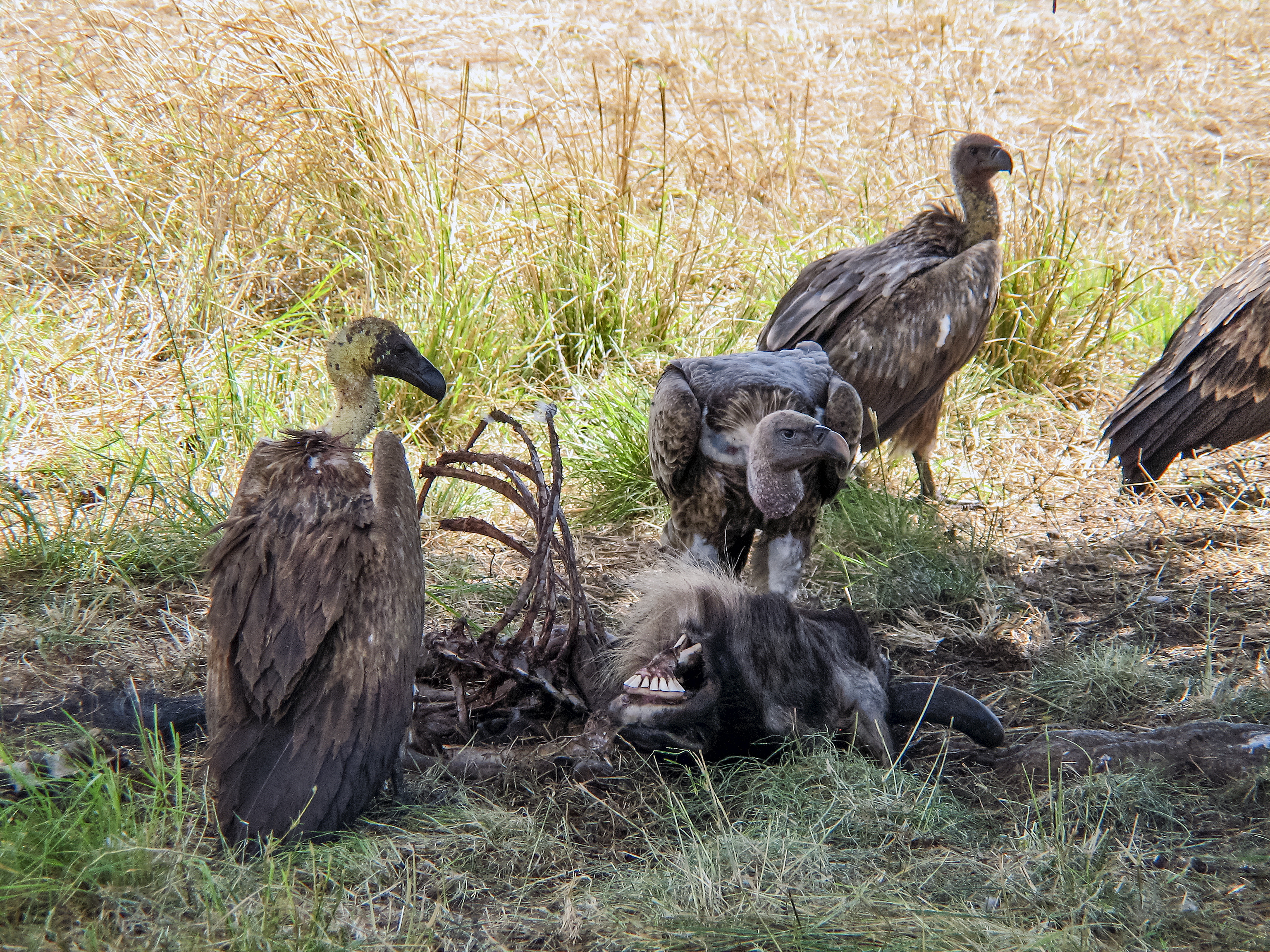
白背兀鷲是一種食腐動物

食腐動物（scavenger）是指主要靠進食被残留的尸体和腐肉——而不是新鲜杀死的猎物——来获取肉食維生的動物，比如秃鹫、禿鸛、鬣狗、狼獾、豺、蛆虫等。事实上绝大部分的掠食性动物（如狮子、科莫多龍）都会在缺乏食物的时候食腐。
另外亦有以腐木、腐植質維生的草食性食腐動物，称为食碎屑动物（detritivore），通常都是无脊椎动物，比如蚯蚓、马陆、䖴虫、蛞蝓、潮虫等。